# Tung Minh
Tung Minh (tiếng Trung: 嵩明县; bính âm: Sōngmíng Xiàn) là một huyện của thành phố Côn Minh, tỉnh Vân Nam, Trung Quốc. Tung Minh có tuyến quốc lộ 320 và quốc lộ 213, đường cao tốc Du Côn và Hỗ Côn cùng xa lộ Quý Côn chạy qua.
Huyện có diện tích 1355,29 km², trong đó diện tích bồn địa là 414,6 km², còn lại là đồi núi. Tung Minh nằm ở mép của cao nguyên Vân-Quý, có khí hậu hỗn hợp giữa ôn đới điển hình, ôn đới ấm áp, và cận nhiệt đới phương bắc. Nhiệt độ trung bình hàng năm là 14 ℃, lượng mưa trung bình đạt 993 mm, sương giá trung bình xuất hiện trong 232 ngày, 2073 giờ nắng, nhiệt độ tối đa là 35,7 ℃, nhiệt độ tối thiểu là -15,9 ℃, trung bình tốc độ gió là 3,1m /s, chủ yếu là gió tây nam, độ che phủ rừng tỷ lệ 44,6%.

### Trấn
- Tung Dương (嵩阳镇)
- Dương Lâm (杨林镇)
- Tiểu Nhai (小街镇)
- Ngưu Lan Giang (牛栏江镇)
- Điền Nguyên (滇源镇)

### Hương
- A Tử Doanh (阿子营乡)